# Verzòls e la Pèira
Verzòls e la Pèira (en francès Versols-et-Lapeyre) és un municipi francès situat al departament de l'Avairon i a la regió d'Occitània.

## Demografia
| 1962                                       | 1968 | 1975 | 1982 | 1990 | 1999 | 2006 |
| ------------------------------------------ | ---- | ---- | ---- | ---- | ---- | ---- |
| 374                                        | 310  | 260  | 307  | 340  | 353  | 427  |
| Des de 1962: població sense dobles comptes |      |      |      |      |      |      |

## Administració
| Període   | Identitat      | Partit |
| --------- | -------------- | ------ |
| 2001-2008 | Cathy Palliès  |        |
| 2001-     | Patrick Guenot |        |